# Rue Henri-Turot
La rue Henri-Turot est une voie du 19e arrondissement de Paris, en France.

## Situation et accès
La rue Henri-Turot est une voie publique située dans le 19e arrondissement de Paris. Elle débute au 88-96, boulevard de la Villette et se termine au 93-97, avenue Simon-Bolivar.
La rue Henri-Turot fait 185 mètres de longueur pour 12 mètres de large.

## Origine du nom
Elle porte le nom du célèbre journaliste et député socialiste français, Henri Turot (1865-1920), fondateur en 1904 de l'Agence Radio. 

## Historique

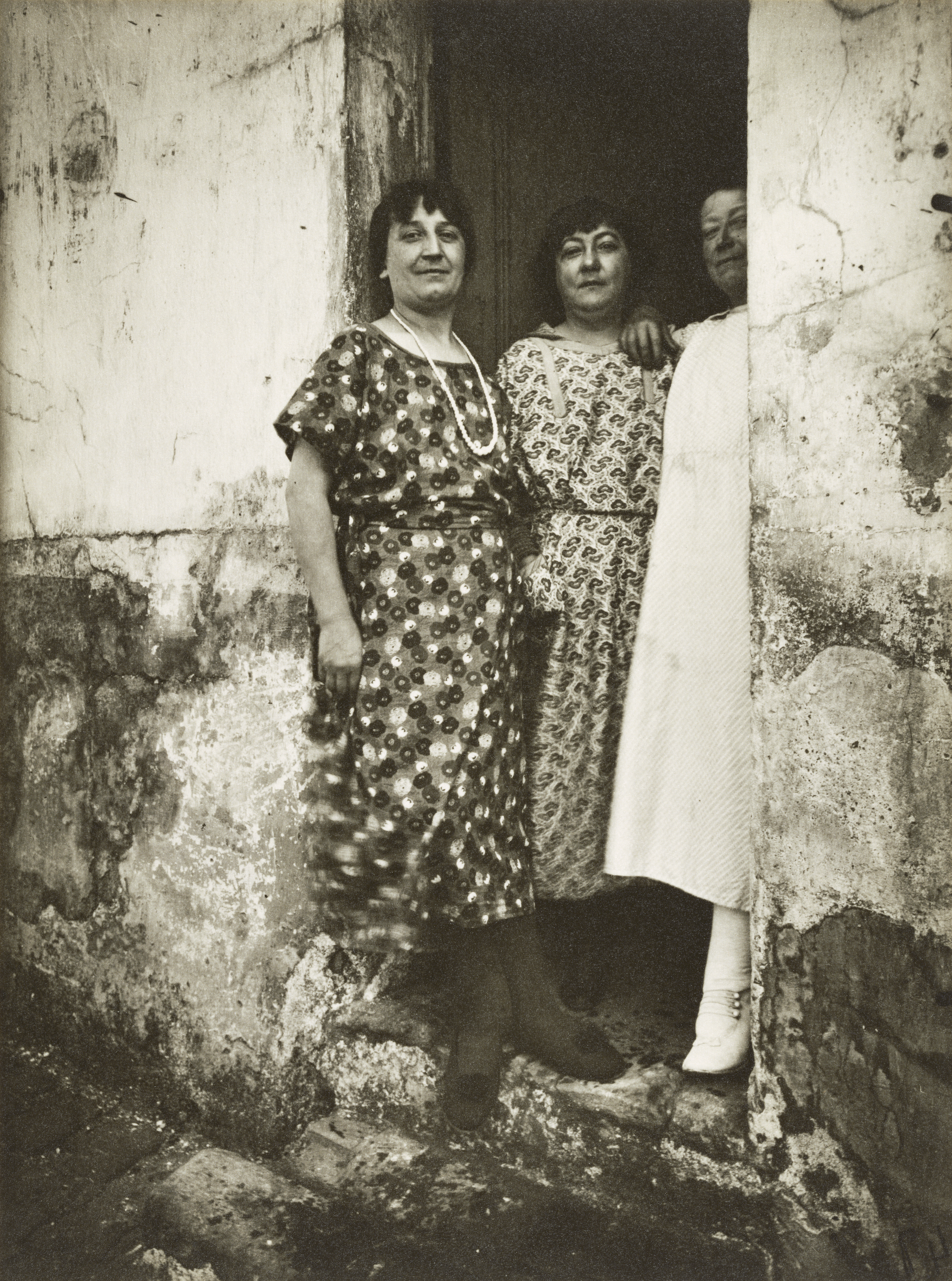
Des prostituées de la rue Asselin, en 1925 (photographie d'Eugène Atget).

La rue est à l'origine baptisée « rue Asselin ». Au début du XXe siècle, et notamment des années 1900 aux années 1920, le quartier est réputé dangereux et extrêmement pauvre, et la rue considérée comme un haut lieu de la prostitution du quartier du Combat. Un article de L'Humanité du 20 mai 1909 décrit ainsi la rue Asselin, et donc ses rues voisines, les voies Péchoin et Monjol, comme pittoresques, « fréquentée par un monde très spécial où d’innombrables dames aux peignoirs clairs font des signes engageants » aux passants.
L'ouvrage Guide des plaisirs à Paris, paru en 1927, décrit également l'activité de prostitution au rabais de la rue à la fin des années 1920 ; le guide explique ainsi que la rue Asselin, avec la rue Monjol, forment en leur croisement ce qui est surnommé le « Fort-Monjol », une « citadelle d'amour » d'une douzaine de rez-de-chaussée de maisons miteuses abritant chacun trois ou quatre filles « toutes descendues au dernier degré de la plus basse prostitution ».
Le « Fort-Monjol » est rasé entre 1926 et 1935, et l'élargissement de la rue Asselin est déclaré d'utilité publique par un arrêté préfectoral du 31 juillet 1928.
Par un arrêté du 21 janvier 1935, elle est baptisée « rue Henri-Turot ». 